# Cartea țestelor
Cartea țestelor (engleză: The Book of Skulls) este un roman științifico-fantastic de Robert Silverberg prima oară publicat în 1972 de Charles Scribner's Sons. 

## Prezentare
Patru studenți (homosexualul Ned, talentatul dar ineptul social Eli, atletul Timothy și frumosul Oliver) găsesc un manuscris enigmatic denumit The Book of Skulls (Cartea țestelor), carte care ar conține secretele nemuririi. Aceștia călătoresc într-un Buick în căutarea unei misterioase mănăstiri din Arizona unde, conform manuscrisului, un ordin de călugări poate dărui nemurirea celor care se supun unui ritual.
Cei patru ajung la mănăstire unde sunt de acord să se supună unui ritualul: doi dintre ei trebuie să moară sacrificați pentru ca ceilalți să reușească.
Studenții își pierd calitatea de „personaj” pentru a se preschimba în adevărate arhetipuri ale umanității.

## Primire
Romanul a fost nominalizat la Premiul Nebula în 1972 și la Premiul Hugo și Locus în 1973.

## Ecranizare
Coperta ediției retipărite în 2006 precizează că romanul va fi în curând ecranizat. În timp ce există diverse speculații în acest sens pe unele web-site-uri specializate în industria cinematografică,  planurile de producție nu au reușit să se materializeze.